# Szentivánéji szexkomédia
A Szentivánéji szexkomédia (eredeti cím: A Midsummer Night's Sex Comedy) 1982-es amerikai filmvígjáték, amelyet Woody Allen írt, rendezett és a főszerepét játssza.
A cselekmény nagyrészt az Ingmar Bergman által írt és rendezett 1955-ös Egy nyári éj mosolya című svéd vígjátékon alapul. Ez volt az első abból a 13 filmből, amelyet Allen Mia Farrow főszereplésével készített. Szerepét eredetileg Diane Keaton, Allen másik társszereplője számára tervezték, de a színésznő éppen a Vörösök című filmjének promóciójával volt elfoglalva, és a Válás előtt forgatásának megkezdésére készült. Julie Hagerty, Mary Steenburgen, Tony Roberts és Jose Ferrer mellékszerepet játszottak a filmben. Ez egyben Allen első megjelenése társulati szereplőként saját filmjében, mivel korábban vagy főszereplő volt, vagy nem szerepelt a filmjeiben.
A film általánosságban pozitív értékeléseket kapott a kritikusoktól, viszont Arany Málna díjra jelölték: Ez az egyetlen alkalom, amikor Woody Allen-filmet jelöltek ilyen díjra.
Egy bolondos feltaláló és felesége meghív két másik párt egy hétvégi romantikus partira az 1900-as évekbeli vidéki nyaralóba.

## Cselekmény
1906-ban járunk New York állam északi részén. 1906-ban a kiváló filozófus Leopold és sokkal fiatalabb menyasszonya, Ariel egy hétvégét töltenek vidéken Leopold unokatestvérével, Adriannel és annak bolond feltaláló férjével, Andrew-val. A vendéglistán szerepel még a nőcsábász orvos, Maxwell és legújabb barátnője, a szabadgondolkodású ápolónő, Dulcy. A hétvége során régi románcok élednek újra, újak alakulnak ki, és végül mindenki a másik háta mögött kezd bújkálni.

## Szereplők
- Woody Allen – Andrew
- Mia Farrow – Ariel Weymouth
- José Ferrer – Leopold Sturges professzor
- Julie Hagerty – Dulcy Ford
- Tony Roberts – Dr. Maxwell Jordan
- Mary Steenburgen – Adrian
- Adam Redfield – Foxx tanuló
- Moishe Rosenfeld – Mr. Hayes
- Timothy Jenkins – Mr. Thomson
- Michael Higgins – Reynolds
- Sol Frieder – Carstairs
- Boris Zoubok – Purvis
- Thomas Barbour – Blint
- Kate McGregor-Stewart – Mrs. Baker[1]

## Háttér
Allen elmagyarázta, hogy mi inspirálta a filmet:
A film egy srácról szól, aki elszalasztott egy lehetőséget, ez a gondolat kísérti; valamint egy lányról, aki épp egy sokkal idősebb, de nem igazán hozzá illő férfival készült összejönni. Nem vígjáték volt a kiindulópont, hanem egyfajta komoly Csehov-történet, szinte mint a Szobabelsők stílusában. Ennyire komoly dologról van szó. Aztán elkezdtem gondolkodni, hogy Istenem, ez valahogy komikus feldolgozásért kiált - egy csapatnyi ember hétvégi házban egy hétvégén, és az ezüstös hold az állatokkal és a virágokkal együtt. Miért ne lehetne komikusan megközelíteni? Legyen a komolyság csupán mellékszál. Így hát elkezdtem írni, és nagyon gyorsan működött a dolog. Elkezdtem örömömet lelni benne. Tudjátok, utálom az országot, de elkezdtem megteremteni a hazámat, de nem úgy, ahogy én megélem, hanem ahogyan szeretném.

## Bevétel
A filmet 1982. július 16-án mutatták be 501 észak-amerikai moziban, és a nyitóhétvégén 2 514 478 dollár (5 018 dollár vetítésenként) bevételt hozott. A teljes futamideje alatt 9 077 269 dolláros bevételt ért el.

## Kritikai fogadtatás
Az amerikai filmkritikusok véleményét összegző Rotten Tomatoes 77%-ra értékelte 26 vélemény alapján.

## Fordítás
- Ez a szócikk részben vagy egészben  az   A Midsummer Night's Sex Comedy című angol Wikipédia-szócikk fordításán alapul.  Az eredeti cikk szerkesztőit annak laptörténete sorolja fel. Ez a jelzés csupán a megfogalmazás eredetét és a szerzői jogokat jelzi, nem szolgál a cikkben szereplő információk forrásmegjelöléseként.